# Can Tomeu (Sant Pere de Ribes)
Can Tomeu és una obra de Sant Pere de Ribes (Garraf) protegida com a Bé Cultural d'Interès Local.

## Descripció
Masia situada al nord del nucli de Ribes, a prop del Corral d'en Capdet. És un edifici aïllat de planta rectangular i d'una sola crugia. Constava de planta baixa i pis i tenia la coberta a dues vessants amb el carener paral·lel a la façana, que es van enderrocar a causa del mal estat de l'edifici. Es mantenen els murs perimetrals de totes les façanes llevat de la de migdia, on s'ha enderrocat la part superior del frontis. Tanmateix, s'hi conserva el portal, d'arc de mig punt arrebossat. A la façana posterior també s'hi observa un portal amb llinda de fusta i brancals ceràmics. La part de l'estructura interior que s'ha mantingut deixa veure les obertures amb llinda de fusta. Entre les restes de l'enderroc hi trobem rajoles de tova que formaven part del paviment, algunes bigues de fusta dels sostres i teules. A la façana de llevant hi ha adossat un cos d'un sol nivell d'alçat i coberta a una vessant, que s'obre a la cara nord amb un portal ceràmic. A l'altre extrem d'aquesta façana hi ha adossat un nou cos que alberga el cup. Aquest presenta una obertura d'arc rebaixat ceràmic per on s'abocava el raïm, amb dos esglaons salven el desnivell. A l'interior s'observa un cup rectangular que es troba ple de deixalles. El revestiment dels murs és de restes d'arrebossat, entre el que es pot veure el parament de pedra irregular lligada amb argamassa.

## Història
Per les característiques constructives de la masia, hem de situar els seus orígens entorn el segle xix.